# 第28回NHK紅白歌合戦
『第28回NHK紅白歌合戦』（だいにじゅうはちかいエヌエイチケイこうはくうたがっせん）は、1977年（昭和52年）12月31日にNHKホールで行われた、通算28回目のNHK紅白歌合戦。21時から23時45分にNHKで生放送された。

## 概要
この年の日本の芸能界では、7月に岩城滉一が覚醒剤取締法違反で逮捕されたのを皮切りに、大麻を吸引していた芸能人が芋づる式に逮捕された。この事態を受け、紅白の人選にも影響が及ぼされた。

## 出演者

### 司会者
- 紅組司会：佐良直美
- 白組司会：山川静夫アナウンサー
- 総合司会：相川浩アナウンサー
- 紅組応援団長：中村メイコ[2]
- 白組応援団長：三波伸介
- テレビ中継：金子辰雄アナウンサー（※現存するVTRには実況音声が録音されていない）
- 得点集計スタジオ：中江陽三アナウンサー

佐良は4年連続5度目、山川は6年連続6度目（白組司会は4年連続4度目）、相川は3年連続3度目の担当。
他の司会候補としては、紅組司会に浅茅陽子や森昌子、白組司会に相川や堺正章らが検討されたが、出場者から更に大麻関連の騒動が持ち上がる事態を想定し、「やはり今年はこういう時期だから」ということで、三者とも前年からの続投となった。

### 出場歌手
紅組、      白組、      初出場、      返り咲き。
| 曲順 | 組 | 歌手名                     | 回 | 曲目                                   |
| ---- | -- | -------------------------- | -- | -------------------------------------- |
| 1    | 白 | 郷ひろみ                   | 5  | 悲しきメモリー                         |
| 2    | 紅 | 桜田淳子                   | 4  | 気まぐれヴィーナス                     |
| 3    | 白 | 狩人                       | 初 | あずさ2号                              |
| 4    | 紅 | ピンク・レディー           | 初 | ウォンテッド (指名手配)                |
| 5    | 白 | 新沼謙治                   | 2  | ヘッドライト                           |
| 6    | 紅 | 太田裕美                   | 2  | 九月の雨                               |
| 7    | 白 | 細川たかし                 | 3  | ひとり旅                               |
| 8    | 紅 | 西川峰子                   | 3  | ギター流して今晩わ                     |
| 9    | 白 | 清水健太郎                 | 初 | 失恋レストラン                         |
| 10   | 紅 | 高田みづえ                 | 初 | 硝子坂                                 |
| 11   | 白 | 野口五郎                   | 6  | 風の駅                                 |
| 12   | 紅 | 岩崎宏美                   | 3  | 悲恋白書                               |
| 13   | 白 | 西城秀樹                   | 4  | ボタンを外せ                           |
| 14   | 紅 | キャンディーズ             | 3  | やさしい悪魔                           |
| 15   | 白 | 森田公一とトップギャラン   | 初 | 青春時代                               |
| 16   | 紅 | ハイ・ファイ・セット       | 初 | フィーリング                           |
| 17   | 白 | 菅原洋一                   | 11 | 奥様お手をどうぞ                       |
| 18   | 紅 | 佐良直美                   | 11 | ラブ・ミー・テンダー〜ハウンド・ドッグ |
| 19   | 白 | 三橋美智也                 | 14 | 風の街                                 |
| 20   | 紅 | 南沙織                     | 7  | 街角のラブソング                       |
| 21   | 白 | 松崎しげる                 | 初 | 愛のメモリー                           |
| 22   | 紅 | しばたはつみ               | 初 | マイ・ラグジュアリー・ナイト           |
| 23   | 白 | 千昌夫                     | 5  | 北国の春                               |
| 24   | 紅 | 和田アキ子                 | 8  | 夜更けのレストラン                     |
| 25   | 白 | 加山雄三                   | 4  | もえる草原                             |
| 26   | 紅 | 山口百恵                   | 4  | イミテイション・ゴールド               |
| 27   | 紅 | 水前寺清子                 | 13 | 虚空太鼓                               |
| 28   | 白 | 北島三郎                   | 15 | 終着駅は始発駅                         |
| 29   | 紅 | 由紀さおり                 | 9  | う・ふ・ふ                             |
| 30   | 白 | 村田英雄                   | 16 | 男だけの唄                             |
| 31   | 紅 | いしだあゆみ               | 9  | 港・坂道・異人館                       |
| 32   | 白 | フランク永井               | 21 | おまえに                               |
| 33   | 紅 | 青江三奈                   | 11 | みなとブルース                         |
| 34   | 白 | 内山田洋とクール・ファイブ | 6  | 思い切り橋                             |
| 35   | 紅 | 小柳ルミ子                 | 7  | 星の砂                                 |
| 36   | 白 | 沢田研二                   | 5  | 勝手にしやがれ                         |
| 37   | 紅 | 石川さゆり                 | 初 | 津軽海峡・冬景色                       |
| 38   | 白 | 小林旭                     | 初 | 昔の名前で出ています                   |
| 39   | 紅 | 島倉千代子                 | 21 | 京都北嵯峨別れ寺                       |
| 40   | 白 | 三波春夫                   | 20 | 三波のハンヤ節 西郷隆盛                |
| 41   | 紅 | ちあきなおみ               | 8  | 夜へ急ぐ人                             |
| 42   | 白 | 布施明                     | 11 | 旅愁〜斑鳩にて〜                       |
| 43   | 紅 | 森昌子                     | 5  | なみだの桟橋                           |
| 44   | 白 | 春日八郎                   | 19 | 望郷詩                                 |
| 45   | 紅 | 都はるみ                   | 13 | しあわせ岬                             |
| 46   | 白 | 森進一                     | 10 | 東京物語                               |
| 47   | 紅 | 八代亜紀                   | 5  | おんな港町                             |
| 48   | 白 | 五木ひろし                 | 7  | 灯りが欲しい                           |

#### 選考を巡って
- 歌手選考の最終過程である外部の「ご意見を伺う会」では、例年は選出歌手と補欠歌手（両組1-2組）がほとんどそのまま採用されていたが、この年は辞退が相次いだ場合に備え、両組ボーダーライン上の10組から5組を選出、残った5組を補欠とすることになる（結局、繰り上げの出場はなかった）[4]。
  - 結果、紅組では高田みづえ、南沙織、ハイ・ファイ・セット、いしだあゆみ、しばたはつみが選出され、補欠順番では藤圭子、伊藤咲子、伊東ゆかり、二葉百合子、梓みちよとなった[4]。
  - 白組では、事前当選組の中から堺正章が「歌手としての活動が見られない」との理由で補欠からも外され、10組から6組が選ばれた。結果、狩人、小林旭、千昌夫、細川たかし、松崎しげる、森田公一とトップギャランが選出され、補欠順番ではあおい輝彦、橋幸夫、ダークダックス、フォーリーブスとなった[5]。
- 今回紅白初出場の石川さゆりは、丁度40年後の第68回（2017年）に紅組歌手としては史上最多となる、通算40回目の出場を果たす。なお石川は、以後も現在第73回（2022年）まで通算45回と、紅組歌手の歴代最多紅白出場数を継続更新中である。
- 前回の出場歌手の中より今回不選出となった歌手は以下。 
  - 紅組:梓みちよ・伊藤咲子・研ナオコ[注釈 2]・藤圭子・二葉百合子
  - 白組:あおい輝彦・堺正章・ダークダックス・殿さまキングス・橋幸夫・フォーリーブス
- 美空ひばりは例年通り辞退。この年『ビッグショー』に4年ぶりに出演を果たしNHKと雪解けが噂され、番組側はカムバックを熱心に要請したが、ひばりが「他の番組はともかく紅白は卒業した。私が出ると泣く人が2人出る。1人目は次点の落選者、2人目は紅組トリを取る人」として打診を断った[6]。
- さだまさしはこの年ヒットした「雨やどり」で出場の打診を受けていたが、当時の紅白ではフル・コーラスを歌うことができないという理由で辞退したという[7]。

### 演奏
- 紅組：ダン池田とニューブリード・東京放送管弦楽団（指揮:ダン池田）
- 白組：小野満とスイング・ビーバーズ・東京放送管弦楽団（指揮:小野満）
- 演奏ゲスト
  - 都倉俊一 - 狩人の指揮
  - 世良譲 - しばたはつみの伴奏（ピアノ）

### 審査員
- 市川染五郎[注釈 3]（歌舞伎俳優。翌年の大河ドラマ『黄金の日日』の主人公・納屋助左衛門役）
- 上田利治（阪急ブレーブス監督。日本シリーズ3連覇）
- 旭國斗雄（大相撲・大関）
- 水島新司（漫画家）
- 川橋幸子（労働省初代広報室長）
- 橋田壽賀子（脚本家。この年の銀河テレビ小説『となりと私』の作者）
- 新井春美[注釈 4]（女優。この年下期の連続テレビ小説『風見鶏』のヒロイン・松浦ぎん役）
- 竹下景子（女優。『黄金の日日』の桔梗・および母のしま役）
- 川口幹夫・NHK番組制作局長
- 地方審査員（全国400名）

### ゲスト出演者
- 王貞治（東京読売巨人軍内野手。第1回中間審査）
- 天地総子（女優。『連想ゲーム』紅組キャプテン。「紅白リレー連想ゲーム」）
- 加藤芳郎（漫画家。同じく『連想ゲーム』白組キャプテン。同上）
- 西田敏行（俳優。この年の大河ドラマ『花神』の山県狂介役。松崎しげるの曲紹介）
- 坂東玉三郎（歌舞伎俳優。しばたはつみと千昌夫の曲間）
- 上月晃（女優。同上）
- アグネス・ラム（タレント。加山雄三の曲紹介）
- 高見山大五郎（大相撲・前頭。「ラインダンス」）
- 岸部シロー[注釈 5]（タレント。この年下期の連続テレビ小説『風見鶏』のヒロインの息子・友彦役。いしだあゆみの曲紹介）
- 蟇目良[注釈 6]（俳優。同じく『風見鶏』の主人公でヒロインの夫・ブルックマイヤー役。同上）
- 桂三枝[注釈 7]（落語家。いしだあゆみとフランク永井の曲紹介および第2回中間審査）
- 山田久志（阪急ブレーブス投手。フランク永井の曲紹介）
- 山口高志（同投手。同上）
- ガッツ石松（プロボクサー、元WBC世界ライト級王者。第2回中間審査）
- 輪島功一（元プロボクサー、元WBA・WBC世界ジュニアミドル級王者。同上）
- 具志堅用高（プロボクサー、当時WBA世界ジュニアフライ級王者。同上）
- コント・ラッキー7（コメディアン。同上）
- ビューティ・ペア（プロレスラー。同上）
- 宍戸錠（俳優。小林旭の曲紹介）

## 当日のステージ
- 試験的に、ステージ上部に「（紅組歌手）VS（白組歌手）」が書かれた方向幕方式の装置が設置された。しかし、この試みは本格採用には至らなかった。
- 紅組のトップバッターを務めた桜田淳子は歌詞の"♪去年のトマトは 青くて固かったわ"の部分を即興で"♪白くて駄目だったわ"と替えて歌唱[注釈 8]。
- キャンディーズのステージ後に流されるはずの第1回中間審査のファンファーレが、誤って西城秀樹とキャンディーズの曲間で流れるハプニングがあった。
- しばたはつみが東洋工業「マツダ・コスモ」のCMソング「マイ・ラグジュアリー・ナイト」、松崎しげるが江崎グリコ「アーモンド・チョコレート」のCMソング「愛のメモリー」を歌い直接対決したほか、高見山大五郎が自身の出演した松下電器産業「トランザム」のCM同様の衣装で登場したり、千昌夫が松下電器産業「クイントリックス」のCM[注釈 9]の台詞を口にするなど、CMに関連した演出が多く見られた[8]。
- 追悼コーナーでは、佐良がエルヴィス・プレスリー（8月16日没）を、菅原がビング・クロスビー（10月14日没）をそれぞれカバーした。追悼コーナーの冒頭、放送直前の12月25日に逝去したチャールズ・チャップリンを偲び、中村メイコがメッセージを読み上げ、三波伸介がチャップリンに扮した。オチは「あなた（チャップリン）が亡くなられた年齢は88歳、今夜演じましたチャップリン88キロでした」と中村が言うと三波がズッコケて大爆笑となった。
- 山口百恵は、本番前紅白が用意した特別衣装が無くなるトラブルが発生。急遽代替として、当時「赤い絆 (レッド・センセーション)」を歌う際での衣装を着用した。
- 第25回から行われている紅組の応援パフォーマンス「ラインダンス」に対抗し、白組の応援パフォーマンス「組体操」がこの回から始まった。内容は、体操着姿の白組代表16名が体操教師風の三波伸介と共に現れ、3・10・3名に分かれると、まず両脇の3名が「サボテン」を披露、その間に間の10名が4段の「人間ピラミッド」を披露すると、両脇3名も2段ピラミッドを披露、最後は三波の笛の音と共に全員が崩れて終わった（紅組の突っ込みなし）。なおこの回はラインダンスの前に披露したが、次回第29回とその次の第30回ではラインダンスの後で披露、そして紅組代表者に突っ込まれてピラミッドが崩れるオチに変更された。
- 由紀さおりの「う・ふ・ふ」は、2番の歌詞「男ってだめ」の場面ではカメラが白組出演者を映し、最後の「なるようになるわね」の歌詞部は「紅組の勝利よ〜!」と差し替えて歌い終える[注釈 8]。その後紅組歌手達が「紅組勝利決定 う.ふ.ふ.」の垂れ幕を掲げていた。
- ちあきなおみの「夜へ急ぐ人」における鬼気迫るパフォーマンスが視聴者の度肝を抜き、山川はこれに関して「何とも気持ちの悪い歌ですねぇ〜」と返した。
- 紅組トリの八代亜紀、白組トリおよび大トリの五木ひろしいずれも歌唱後に演奏されるファンファーレ（別名・大エンディング）は今回には一切演奏されなかった（翌年の第29回も同様。なお第44回（1993年）でもトリ歌手のファンファーレはなかった）。トリ選考時では、小柳ルミ子と沢田研二の起用案も最終候補に残っていた。
- 白組が優勝（通算13勝15敗）。審査員の市川染五郎（現：松本白鸚）から優勝旗を受け取った山川は佐良に対し、「佐良さん、これで来年は安心してお嫁に行ってください」と述べた。
- テレビでのモノラル音声放送は今回が最後になった。
- VTRは2種類現存しており、1つは実況音声があり、実際に放送されたものと同じVTRともう1つは実況音声がなく、実際の放送が終了した直後も継続してNHKホール内の映像が数分間収録されているものがある。当日の番組終了時刻の23時45分を過ぎても数分間はカメラが回っていたため。

## 後日譚
1996年・2001年に『思い出の紅白歌合戦』（BS2）で再放送された。今回までの再放送では番組冒頭に「古い映像のため画面・音声が乱れる」といったテロップが表示された。